# 地衣芽孢杆菌
地衣芽孢杆菌（学名：Bacillus licheniformis）是一种在土壤中常见的细菌。在鸟类，特别是居住在地面的鸟类（如雀科）和水生的鸟类（如鸭）的羽毛中也能找到这种细菌，特别是胸部和背部的羽毛中。
地衣芽孢杆菌是一种革兰氏阳性的嗜热细菌。它的最适生长温度大约为30℃，但也能在更高的温度下存活。酶分泌的最适温度为37℃。它可能以孢子形式存在，从而抵抗恶劣的环境；在良好环境下，则可以生长态（vegetative state）存在。
目前，科学家正在利用该细菌降解羽毛，用於农业目的。羽毛含有大量不可消化的蛋白，而研究者希望经由地衣芽孢杆菌的发酵，利用废弃的羽毛制造廉价而富有营养的「羽毛餐」，供家畜使用。
同时，关於地衣芽孢杆菌和羽毛颜色的关系的生态学研究也在进行。降解羽毛的细菌在换羽和羽毛颜色的形成过程中扮演了重要作用（格洛格氏定律）。

## 降解能力

### 生物洗衣粉
人们通过培养地衣芽孢杆菌获取用於生物洗衣粉中的蛋白酶。这种细菌能够良好地适应碱性环境，因而其产生的蛋白酶也能够承受高pH 值的环境（如洗衣粉）。实际上，该蛋白酶的最适 pH 值介於 9 到 10 之间。在洗衣粉中，它能够「消化」（并且因而去除）由蛋白质构成的污物。使用这种洗衣粉，即无需使用高温热水，从而降低能耗，并降低衣物缩小和脱色的潜在风险。

## 纳米技术
最近的一些發现显示，地衣芽孢杆菌能够用於金纳米立方体（gold nanocube）的合成。位於印度泰米尔纳德邦的 Kalasalingam 大学生物技术系的 Kalimuthu Kalishwaralal、Venkataraman Deepak、Sureshbabu Ram Kumar Pandian 以及 Sangiliyandi Gurunathan 已经利用地衣芽孢杆菌的能力合成了大小从 10 至 100 纳米不等的金纳米粒。金纳米粒通常在高温、有机溶剂中并使用浮选毒物才能合成。地衣芽孢杆菌使合成可以在更为温和的条件下进行，为纳米科学开辟了一个新世界，这不仅是对於金纳米粒的合成而言，对其他材料也是如此。此外，地衣芽孢杆菌可以在基因层次上受控制，通过剪裁 DNA 可以选育出有利於合成纳米粒的菌种。